# 古川バイパス (宮城県)
- 日本の道路 > 一般国道 > 国道4号 > 古川バイパス
- 日本の道路 > 一般国道 > 国道47号 > 古川バイパス

古川バイパス（ふるかわバイパス）は、宮城県大崎市を通る国道4号・国道47号のバイパス道路である。

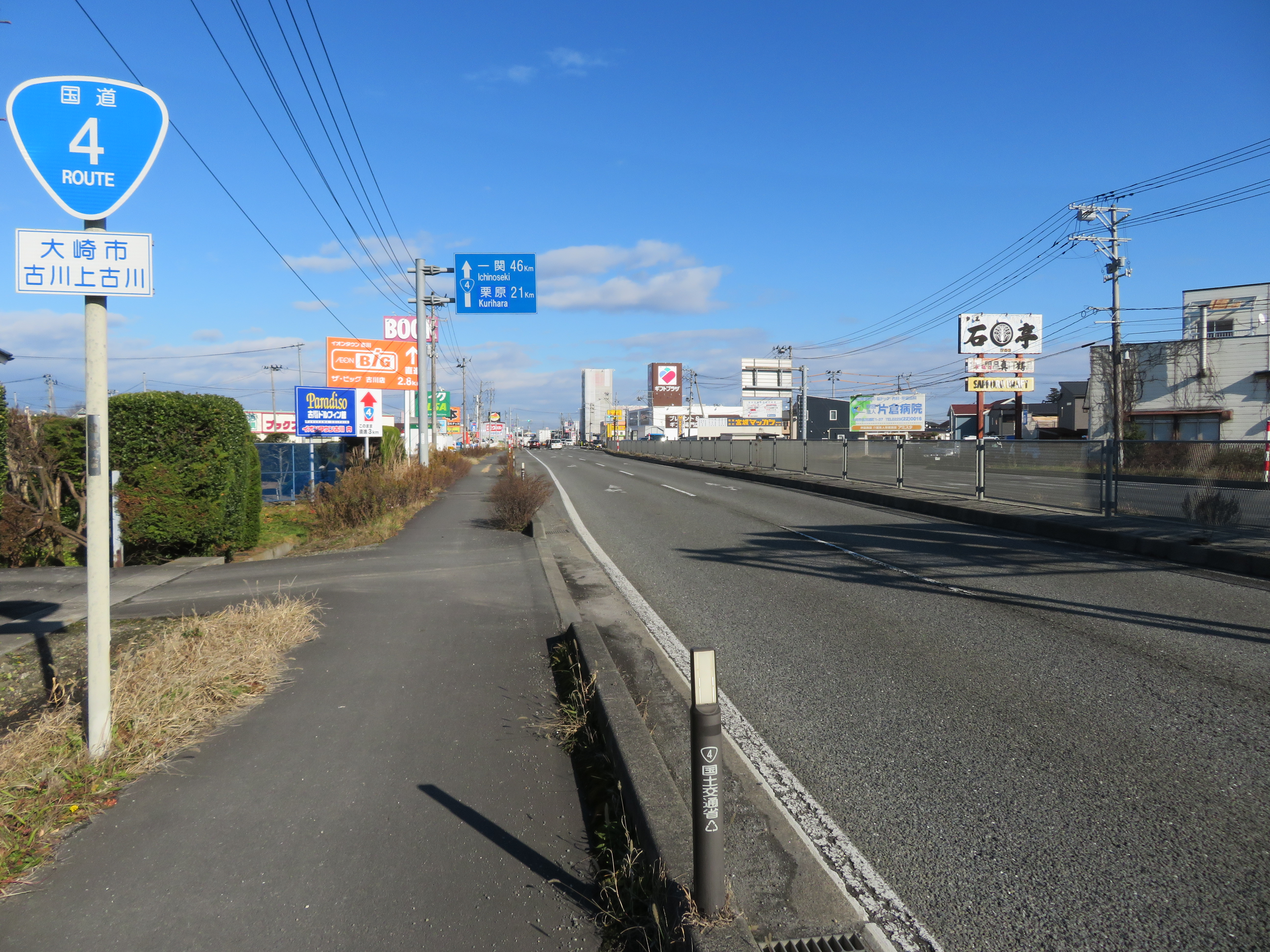
宮城県大崎市古川上古川付近

## 概要
大崎市中心部（旧古川市域）における渋滞緩和のために建設された。開通当初は2車線区間が殆どだったが、交通量の急激な増加に伴って近隣の三本木バイパスと共に全長約16.1kmの三本木古川拡幅事業とし4車線化され、2013年3月までに全区間が分離帯付き片側2車線に拡幅されている。なお旧道は県道1号古川佐沼線、宮城県道32号古川松山線、市道に指定替えされた。
将来的に国道4号宮城県区間は白石市の白石バイパスから当バイパスまでが4車線または6車線区間となる予定である。

### 路線データ
- 起点：大崎市古川稲葉字鴻巣
- 終点：大崎市古川荒谷字竹ノ花（県道1号古川佐沼線交点）

### 沿革
- 1972年9月19日 - 着工[5]。

## 地理

### 交差する道路
- 宮城県道59号古川一迫線（大崎市古川諏訪三丁目）
- 国道47号・国道108号（大崎市古川諏訪三丁目）
- 国道347号・宮城県道1号古川佐沼線（大崎市古川城西一丁目）